# Eurydice kensleyi
Eurydice kensleyi là một loài chân đều trong họ Cirolanidae. Loài này được Bruce & Soares miêu tả khoa học năm 1996.